# Лексема
Лексемата (от старогръцки λέξις – дума, слово, израз, начин за изразяване) е сред основните езикови единици, изследвани от морфологията и лексикологията.
Представлява множество от думи (словоформи) имащи едно и също основно значение, различаващи се само по род, число, падеж, граматическо време и др. Отделните словоформи се образуват чрез граматически правила.
Когато се говори за конкретна лексема, удобно е тя да се означи с една-единствена дума. Затова за всяка лексема се избира основна словоформа (наричана още лема) която да обозначава цялата лексема. Обикновено това е най-простата словоформа. В българския език за основна словоформа се избира тази в единствено число, без член при съществителните и словоформата в сегашно време, първо лице, единствено число при глаголите. Лемата е тази, която се дава в речниците.
Например пиша е лемата, а другите словоформи са: пишеш, пише, пишем, пишете, пишат, писах, писа, ..., писал, писали и т.н.
Разпознаването на отделните словоформи на една лексема има приложение в електронните текстови търсачки, където би било удобно да въведем само основната словоформа, когато искаме да търсим определена лексема.